# محوطه ۵۷ بررسی‌های منطقه قمرود
محوطه ۵۷ بررسیهای منطقه قمرود مربوط به دوران پیش از تاریخ ایران باستان تا دوران‌های تاریخی پس از اسلام است و در شهرستان قم، بخش مرکزی، منطقه البرز واقع شده و این اثر در تاریخ ۱۹ اسفند ۱۳۸۰ با شمارهٔ ثبت ۴۸۵۶ به‌عنوان یکی از آثار ملی ایران به ثبت رسیده است.